# Hiba Faraji
Hiba Faraji (Antwerpen, 26 februari 1999) is een Belgisch politica voor de Vlaamse socialistische partij Vooruit.

## Biografie
Faraji, die Marokkaanse roots heeft, groeide op in Borgerhout en liep er middelbaar onderwijs aan het Xaveriuscollege. Nadien ging ze politieke wetenschappen studeren aan de Universiteit Antwerpen.
In 2018 sloot ze zich aan bij de toenmalige sp.a, tot 2021 de voorloper van Vooruit. Faraji werd actief bij de jongerenafdeling JongSocialisten (JS) en werd in oktober 2021 verkozen tot co-voorzitter van de Antwerpse JS-afdeling.
Bij de Vlaamse verkiezingen van juni 2024 stond Faraji als tweede opvolger op de Vooruit-lijst in de kieskring Antwerpen. Sinds november 2024 zetelt ze effectief in het Vlaams Parlement ter vervanging van Thijs Verbeurgt. Als Vlaams Parlementslid ging ze zetelen in de commissies Economie, Werk, Sociale Economie, Wetenschap en Innovatie en Welzijn, Volksgezondheid, Gezin, Armoedebestrijding en Gelijke Kansen.
Sinds januari 2025 zetelt Faraji eveneens in de districtsraad van Borgerhout.